# 2021 LP43
2021 LP43 est un objet du disque des objets épars découvert en 2021, mais identifié sur des photos datant de 2001.

## Caractéristiques
Le diamètre de 2021 LP43 est estimé à environ 215 kilomètres.